# Lukas (Bonelli)
Lukas è un fumetto della casa editrice Bonelli di genere horror. Ideato da Michele Medda e Michele Benevento, ha esordito in edicola nel marzo del 2014 con un albo intitolato Deathropolis.

## Trama
Deathropolis è una città segretamente controllata dai cosiddetti "ridestati", ovvero persone defunte che per una qualche misteriosa ragione sono tornate in vita. I "ridestati" sono caratterizzati da una forza sovrumana e insensibilità al dolore, e si nutrono di carne umana. Lukas è uno di loro, eppure in lui c'è qualcosa di diverso: riesce a controllare la sua fame, ha un forte senso della giustizia e prova una certa empatia per i vivi. Inutile dire che presto finirà per scontrarsi con i suoi simili e altre mostruose creature. La (mini)serie è stata divisa in due stagioni, rispettivamente "Lukas" e "Lukas Reborn".

## Pubblicazione
- La miniserie è stata sviluppata in due stagioni da 12 albi l'una per un totale di 24 albi che sono stati pubblicati a cadenza mensile, dal marzo del 2014 fino al febbraio del 2016.

### Lukas (prima stagione)
| Nr. | Titolo       | Mese di pubblicazione | Soggetto      | Sceneggiatura | Disegni                                | Copertina                             |
| --- | ------------ | --------------------- | ------------- | ------------- | -------------------------------------- | ------------------------------------- |
| 1   | Deathropolis | marzo 2014            | Michele Medda | Michele Medda | Michele Benevento                      | Michele Benevento / Lorenzo De Felici |
| 2   | Predatori    | aprile 2014           | Michele Medda | Michele Medda | Luca Casalanguida                      | Michele Benevento / Lorenzo De Felici |
| 3   | Sacrificio   | maggio 2014           | Michele Medda | Michele Medda | Massimiliano Bergamo                   | Michele Benevento / Lorenzo De Felici |
| 4   | Segreti      | giugno 2014           | Michele Medda | Michele Medda | Frederic Volante                       | Michele Benevento / Lorenzo De Felici |
| 5   | Maschere     | luglio 2014           | Michele Medda | Michele Medda | Andrea Borgioli                        | Michele Benevento / Lorenzo De Felici |
| 6   | Flashback    | agosto 2014           | Michele Medda | Michele Medda | Fabio Detullio                         | Michele Benevento / Lorenzo De Felici |
| 7   | Lupi         | settembre 2014        | Michele Medda | Michele Medda | Michele Benevento                      | Michele Benevento / Lorenzo De Felici |
| 8   | Troll        | ottobre 2014          | Michele Medda | Michele Medda | Werner Maresta                         | Michele Benevento / Lorenzo De Felici |
| 9   | Zombie       | novembre 2014         | Michele Medda | Michele Medda | Andrea Borgioli                        | Michele Benevento / Lorenzo De felici |
| 10  | Alias        | dicembre 2014         | Michele Medda | Michele Medda | Luca Casalanguida                      | Michele Benevento / Lorenzo De felici |
| 11  | Tenebre      | gennaio 2015          | Michele Medda | Michele Medda | Fredric Volante                        | Michele Benevento / Lorenzo De felici |
| 12  | Mostri       | febbraio 2015         | Michele Medda | Michele Medda | Massimiliano Bergamo / Vincenzo Acunzo | Michele Benevento / Lorenzo De felici |

### Lukas Reborn (seconda stagione)
| Nr. | Titolo         | Mese di pubblicazione | Soggetto      | Sceneggiatura | Disegni                         | Copertina                             |
| --- | -------------- | --------------------- | ------------- | ------------- | ------------------------------- | ------------------------------------- |
| 1   | Nell'arena     | marzo 2015            | Michele Medda | Michele Medda | Michele Benevento               | Michele Benevento / Lorenzo De Felici |
| 2   | Le cacciatrici | aprile 2015           | Michele Medda | Michele Medda | Luca Casalanguida               | Michele Benevento / Lorenzo De Felici |
| 3   | In trappola    | maggio 2015           | Michele Medda | Michele Medda | Andrea Borgioli                 | Michele Benevento / Lorenzo De Felici |
| 4   | La belva       | giugno 2015           | Michele Medda | Michele Medda | Luca Casalanguida               | Michele Benevento / Lorenzo De Felici |
| 5   | Il traditore   | luglio 2015           | Michele Medda | Michele Medda | Fabio Detullio                  | Michele Benevento / Lorenzo De Felici |
| 6   | Vivere, morire | agosto 2015           | Michele Medda | Michele Medda | Luca Casalanguida               | Michele Benevento / Lorenzo De Felici |
| 7   | I vampiri      | settembre 2015        | Michele Medda | Michele Medda | Frederic Volante                | Michele Benevento / Lorenzo De Felici |
| 8   | Doppio gioco   | ottobre 2015          | Michele Medda | Michele Medda | Werner Maresta                  | Michele Benevento / Lorenzo De Felici |
| 9   | Il prescelto   | novembre 2015         | Michele Medda | Michele Medda | Massimiliano Bergamo            | Michele Benevento / Lorenzo De Felici |
| 10  | Lo scambio     | dicembre 2015         | Michele Medda | Michele Medda | Andrea Borgioli                 | Michele Benevento / Lorenzo De Felici |
| 11  | Furia cieca    | gennaio 2016          | Michele Medda | Michele Medda | Fabio Detullio / Werner Maresta |                                       |
| 12  | L'infinito     | febbraio 2016         | Michele Medda | Michele Medda | Michele Benevento               | Michele Benevento / Lorenzo De Felici |